# Bice del Balzo dans le Château de Rosate
Bice del Balzo dans le Château de Rosate est un tableau, une peinture à l'huile sur toile de 89 × 102 cm réalisée par Vincenzo Petrocelli ; datée de 1840 elle est conservée au musée à Caserte,  en Italie.

## Sujet
Issu du roman Marco Visconti de Tommaso Grossi paru en 1834, la scène représentée montre Bice del Balzo dans le château de son père, le comte Oldrado del Balzo, en 1329. 
Marco Visconti est un personnage central du roman de Grossi, qui décrit les événements tumultueux de l'Italie médiévale. Dans le récit, Bice del Balzo est courtisée par Marco Visconti, mais elle est amoureuse d'Ottorino del Balzo, le cousin de Marco. Cette situation complexe et tragique se termine par la mort de Bice à cause des intrigues et manigances d'Ottorino, qui agissent par jalousie et ambition personnelle.
Le tableau illustre cette époque dramatique et les conflits de loyauté et de passion qui caractérisent les relations entre les personnages principaux.
L'œuvre est inspirée d'une peinture à la tempera grasse de Francesco Hayez réalisée en 1791.

## Le lieu
Le Château de Rosate également appelé “Château Visconti de Rosate” date de 1159, époque à laquelle il fut assiégé par Frédéric Ier Barberousse. Il se trouve à Rosate, une commune située dans la province de Milan, au cœur du Parco Agricolo Sud Milano. C'est un joyau historique entouré de canaux d'eau.

## L'intrigue
L'écrivain et historien Tommaso Grossi raconte dans son roman Marco Visconti une tragédie qui se déroule précisément à Rosate. Épris de la jeune Bice del Balzo, fille du comte Del Balzo, Marco décida de l'épouser à tout prix, même au risque de se confronter au cousin de Bice, qui avait également promis de l'épouser. Un duel éclata entre les deux hommes, mais pendant ce temps, Marco avait donné l'ordre de faire enlever secrètement la jeune femme et de l'enfermer dans les souterrains du château de Rosate. Se repentant du mal causé, Marco se réconcilia avec le cousin, lui donna son consentement pour le mariage et se rendit avec lui pour libérer Bice. Cependant, il découvrit que, désespérée, elle s'était déjà suicidée.